# تیپ ۵۷ حضرت ابوالفضل

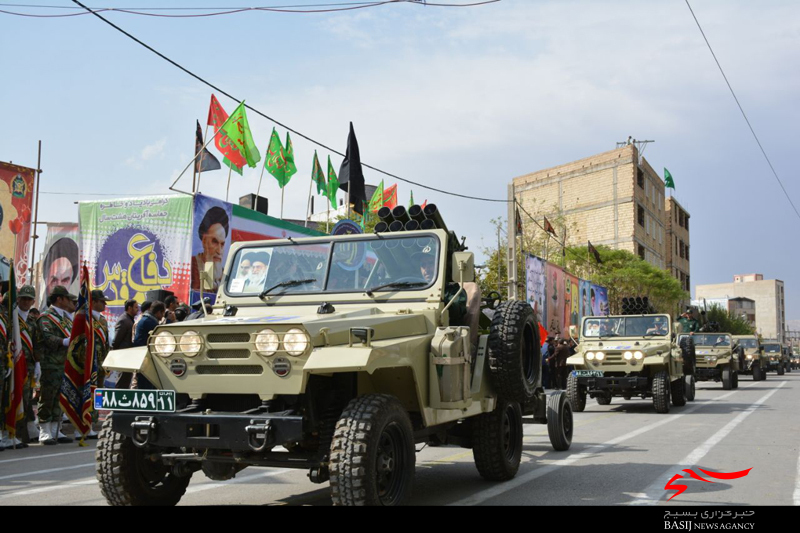
رژه ستون خودرویی تیپ ۵۷ ابوالفضل به‌مناسبت سالگرد جنگ ایران و عراق در سال ۱۳۹۷، خرم‌آباد

تیپ عملیاتی مردم‌پایهٔ ۵۷ حضرت ابوالفضل یا به اختصار تیپ ۵۷ حضرت ابوالفضل از تیپ‌های پیاده نیروی زمینی سپاه پاسداران انقلاب اسلامی است، که ستاد فرماندهی آن در شهر خرم‌آباد، استان لرستان مستقر می‌باشد.
پیشینه شکل‌گیری این یگان به سال ۱۳۶۲ در خلال جنگ ایران و عراق بازمی‌گردد و نخستین فرمانده آن روح‌الله نوری بود. تیپ ۵۷ لرستان در عملیات‌های کربلای ۴، کربلای ۵، نصر ۸، بیت‌المقدس ۴، والفجر ۱۰ و مرصاد به‌عنوان یگان عمل‌کننده شرکت داشت. هم‌اکنون سرتیپ‌دوم پاسدار سلطان‌مراد مرادی فرماندهی تیپ ۵۷ ابوالفضل را برعهده دارد.

## تاریخچه

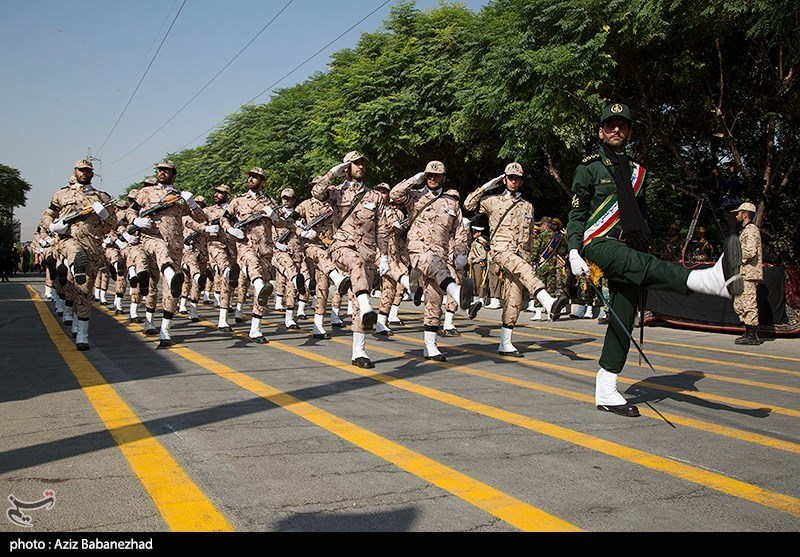
رژه سربازان تیپ ۵۷ ابوالفضل در سال ۱۳۹۸، خرم‌آباد

در سالهای نخست از جنگ ایران و عراق، تا پیش از سال ۱۳۶۲ نیروهای داوطلب استان لرستان، در قالب یگان‌های؛ تیپ ۷۲ محرم، تیپ ۱۴ امام حسین و تیپ ۷ زرهی ولی‌عصر خوزستان، در عملیات‌های مختلف چون عملیات فتح‌المبین و عملیات بیت‌المقدس حضور داشتند. تیپ ۵۷ ابوالفضل در مرداد ماه سال ۱۳۶۲ با سه گردان انبیاء، ابوذر و ثارالله شکل گرفت و از سال ۱۳۶۳ نیز به یک یگان رسمی مستقل تبدیل شد. این تیپ در اردیبهشت‌ ماه سال ۱۳۶۵ پس از عملیات حاج عمران به لشکر تبدیل شد. تیپ ۵۷ لرستان در عملیات‌های کربلای ۴، کربلای ۵، نصر ۸، بیت‌المقدس ۴، والفجر ۱۰ و مرصاد به‌عنوان یگان عمل‌کننده حضور داشت.

## سازمان
تیپ ۵۷ ابوالفضل دارای ۷ گردان رزمی است:
- گردان انبیا
- گردان محرم
- گردان شهدا
- گردان ثارالله
- گردان محبین
- گردان ابوذر
- گردان مالک اشتر[۱۰]